# Universität Kagawa

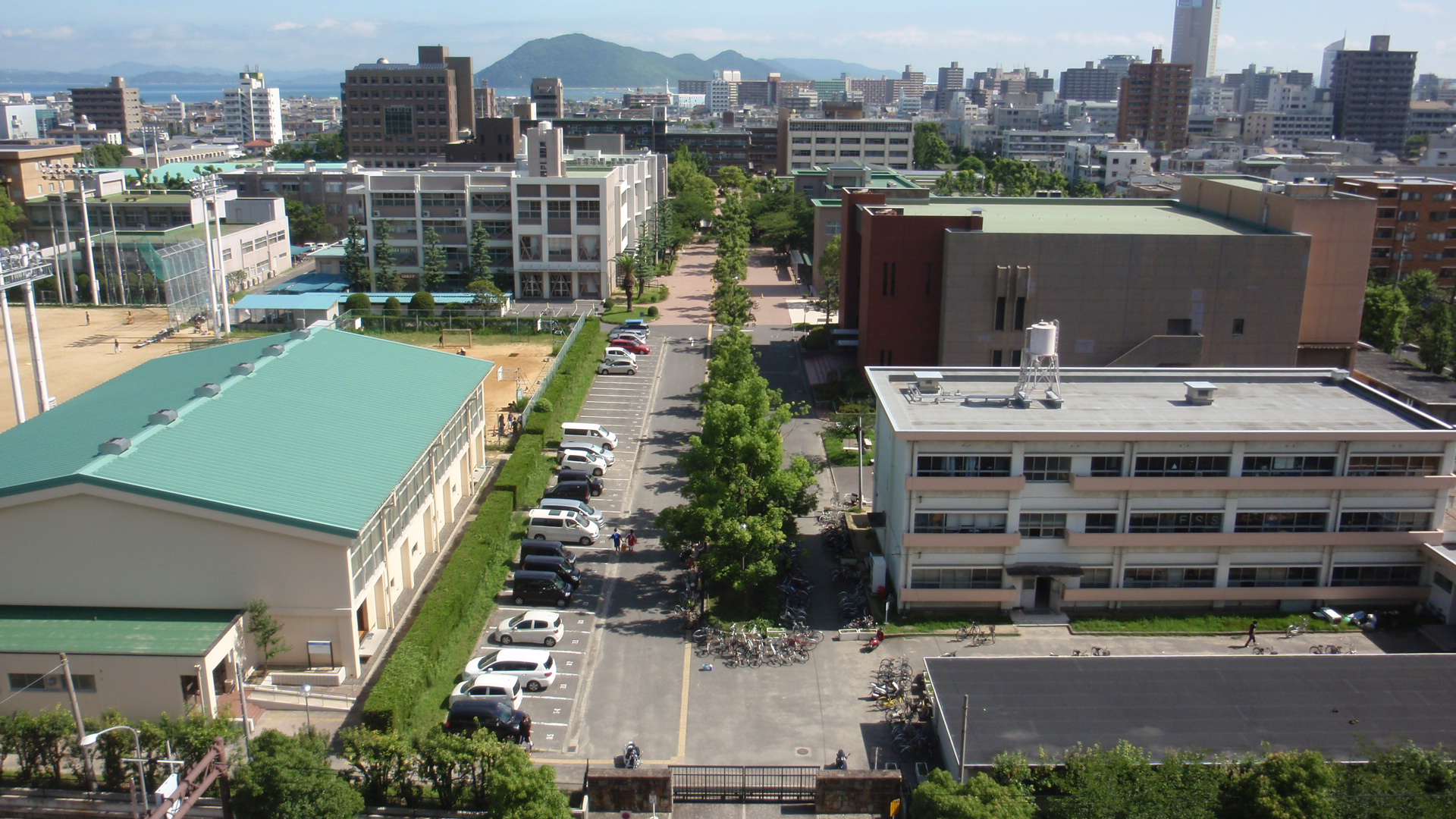
Saiwaichō-Campus

Die Universität Kagawa (jap. 香川大学, Kagawa daigaku, kurz: Kadai (香大)) ist eine staatliche Universität in Japan. Der Hauptcampus liegt in Saiwaichō, Takamatsu in der Präfektur Kagawa.

## Geschichte
Die (ältere) Universität Kagawa wurde 1949 durch den Zusammenschluss der drei staatlichen Schulen gegründet:
- die Normalschule Kagawa (香川師範学校, Kagawa shihan gakkō, gegründet 1874),
- die Jugend-Normalschule Kagawa (香川青年師範学校, Kagawa seinen shihan gakkō in Zentsūji, gegründet 1924), und
- die Wirtschaftsfachschule Takamatsu (高松経済専門学校, Takamatsu keizai semmon gakkō, gegründet 1923).

Die Wirtschaftsfachschule Takamatsu, der Vorgänger der Wirtschaftsfakultät, wurde als 12. staatliche höhere Handelsschule gegründet und hieß zuerst Höhere Handelsschule Takamatsu (高松高等商業学校, Takamatsu kōtō shōgyō gakkō). Einer der berühmten Absolventen war Ōhira Masayoshi, der später die Handelsuniversität Tokio absolvierte. Die Schule wurde 1944 in Wirtschaftsfachschule Takamatsu umbenannt, und im Juli 1945 wurden ihre Schulgebäude durch den Pazifikkrieg zerstört. Die Schule zog nach Zentsūji um und kam 1948 in den wiederaufgebauten Campus zurück. Der heutige Saiwaichō-Campus ist der ehemalige Sitz der Wirtschaftsfachschule und der Normalschule.
Die Universität Kagawa wurde mit zwei Fakultäten (Liberal Arts und Wirtschaftswissenschaften) eröffnet. 1955 wurde die Präfekturale Landwirtschaftshochschule Kagawa (香川県立農科大学, Kagawa-kenritsu nōka daigaku, gegründet 1903) zur Fakultät für Agrarwissenschaft. 1966 wurde die Fakultät für Liberal Arts in Pädagogische Fakultät umbenannt. Die Universität fügte Fakultäten hinzu: Rechtswissenschaft (1981) und Ingenieurwissenschaften (1997). 2003 wurden die (ältere) Universität Kagawa und die Medizinische Universität Kagawa (香川医科大学, Kagawa ika daigaku, gegründet 1978) zur neueren Universität Kagawa zusammengelegt.

## Fakultäten
- Saiwaichō-Campus (in Takamatsu, Präfektur Kagawa, 34° 20′ 35,5″ N, 134° 2′ 15,6″ OKoordinaten: 34° 20′ 35,5″ N, 134° 2′ 15,6″ O):
  - Fakultät für Pädagogik
  - Fakultät für Rechtswissenschaft
  - Fakultät für Wirtschaftswissenschaften
- Hayashichō-Campus (in Takamatsu, Präfektur Kagawa, 34° 17′ 34,7″ N, 134° 3′ 48,3″ O):
  - Fakultät für Ingenieurwissenschaften
- Ikenobe-Campus (in Miki, Präfektur Kagawa, 34° 16′ 32,9″ N, 134° 7′ 29,8″ O):
  - Fakultät für Agrarwissenschaft
- Miki-Campus (in Miki, Präfektur Kagawa, 34° 17′ 39,4″ N, 134° 7′ 24,6″ O):
  - Fakultät für Medizin

## STARS Raumfahrzeug
Das vom Kagawa Satellite Development Project der Universität Kagawa entwickelte Space Tethered Autonomous Robotic Satellite (STARS) wurde besteht aus zwei durch einen Space Tether miteinander verbundenen Satelliten (Mutter und Tochter). STARS wurde am 23. Januar 2009 als zweite Nutzlast des Fluges 15 der japanischen H-IIA-Trägerrakete gestartet, der gleichzeitig den Erdbeobachtungssatelliten GOSAT in seine Umlaufbahn brachte. Mit STARS soll die Verwendung von Tethersystemen für zukünftige Antriebssysteme getestet werden.